# Ibbi-Sin
Ibbi-Sin (auch Ibbi-Suen) war von 2028 bis 2004 v. Chr. der fünfte und letzte Herrscher der III. Dynastie von Ur im alten Mesopotamien (heutiger Irak). Ibbi-Sin folgte seinem Vater Šu-Sin auf den Thron. Verheiratet war er mit Geme-Enlila. Er wurde nacheinander in drei sumerischen Städten – Ur, Uruk und Nippur – gekrönt. Als er den Thron bestieg, war er noch sehr jung. Die Tatsache, dass die meisten führenden Beamten weiterhin im Amt blieben, zeigt jedoch, dass es nicht sofort zu einem Wechsel in der politischen Linie kam. Steuern (in Form von Vieh) flossen aus allen Teilen des Imperiums ein, und zwei literarische Werke in sumerischer Sprache, die zu Beginn von Ibbi-Sins Regierungszeit entstanden, lassen vermuten, dass das Land von keinem Unheil betroffen war.

## Regierungszeit
Nach dem zweiten Regierungsjahr hörte eine Stadt nach der anderen auf, Ibbi-Sins Autorität anzuerkennen; Gesetzes- und Verwaltungsdokumente aus diesen Orten sind nicht mehr mit Ibbi-Sins offiziellen Jahresformeln datiert. Dass man sich einer militärischen Bedrohung gegenübersah, zeigt die Tatsache, dass in der Jahresformel für Ibbi-Sins sechstes Regierungsjahr die Instandsetzung von Verteidigungsanlagen in den Schlüsselstädten Nippur und Ur erwähnt wird.
Über den Gang der Ereignisse unterrichtet uns ein an Ibbi-Sin gerichteter Brief von einem gewissen Išbi-Erra, einem Ausländer aus Mari, der in die Dienste von Ibbi-Sin getreten war und beim Zusammenbruch des Imperiums König von Isin wurde.
In Ur kam eine Inflation auf, die verheerende Formen annahm. Da die Getreidegebiete an die Amurriter verlorengingen, griffen Inflation und Hungersnot zweifellos auch auf andere Teile Sumers über; die spätere Omen-Literatur berichtet von Aufständen und Rebellionen gegen Ibbi-Sin. Aus dem Weglassen der Jahresformeln Ibbi-Sins nach seinem siebten Regierungsjahr kann man folgern, dass man ihn nun auch in Nippur, der Stadt des Gottes Enlil, durch den die Königswürde verliehen wurde, nicht mehr anerkannte.
So schrumpfte Ibbi-Sins Reich immer mehr zusammen, bis es schließlich kaum mehr als den Stadtstaat Ur umfasste. Mit dem Zusammenbruch der Zentralgewalt in Sumer und Akkad sah sich das Land dem wiederholten Ansturm der Bergvölker im Osten ausgesetzt. Schon mehrere Jahre vor dem Ende von Ibbi-Sins Herrschaft waren elamitische Völker in Raubzügen ins Land eingedrungen.
Im 24. Regierungsjahr von Ibbi-Sin griff eine Völkergruppe aus Elam, möglicherweise unter Hutran-Tepti, sein Land erneut an: Ur wurde zerstört und Ibbi-Sin als Gefangener nach Elam gebracht. So ging die III. Dynastie von Ur unter. In Ur selbst blieb eine elamitische Garnison in den Trümmern der Hauptstadt zurück. Von dort wurde sie erst Jahre später von Išbi-Erra verdrängt.